# 神戸市立御影北小学校
神戸市立御影北小学校（こうべしりつ みかげきたしょうがっこう）は、兵庫県神戸市東灘区御影山手にある公立小学校。

## 概要
校区内には、大林芳郎邸、旧乾邸、香雪美術館を内包する村山龍平邸などが立地しており、旧平生釟三郎邸（現・甲南大学平生記念セミナーハウス）、旧小寺源吾邸、旧小寺敬一邸なども同区内にあった。
2020年7月現在、当校は緊急避難場所・避難所として神戸市に指定され、土砂災害、洪水、津波の時に利用可能とされている。

## 沿革
- 1955年（昭和30年）
  - 4月1日 - 従来の神戸市立御影小学校の校区から国道2号以北を分離する形で開校[2]。
  - 5月10日 - 開校式（開校記念日）[3]。
- 1956年（昭和31年）
  - 5月28日 - 育友会発足[3]。
  - 7月31日 - 校旗制定[3]。
  - 8月5日 - 校歌制定。（作詞：桐山宗吉、作曲：森安優）[3][4]
- 1970年（昭和45年）4月1日 - 神戸市立渦が森小学校開校に伴い、当時の当校及び神戸市立住吉小学校の校区の一部（阪急以北かつ甲南病院から東の地域）を分離[5]。
- 1995年（平成7年）
  - 1月17日 - 阪神・淡路大震災発生に伴い、避難所開設[3]。
  - 2月6日 - 学校再開[3]。
  - 9月10日 - 避難所閉鎖[3]。

## 通学区域
- 神戸市東灘区[6]
  - 鴨子ヶ原1丁目・3丁目（32番）、住吉山手4丁目の一部[7]、御影石町4丁目、御影、御影郡家、御影中町2・4・6・8丁目、御影山手1 - 6丁目

## 進学先中学校
- 神戸市立御影中学校

## 校区周辺
- 香雪美術館
- 甲南小学校
- 甲南大学平生記念セミナーハウス
- 甲南医療センター
- 灘中学校・高等学校
- 住吉駅 (JR西日本・神戸新交通)
- 頌栄短期大学
- 生活協同組合コープこうべ本部
- 兵庫県立御影高等学校
- 深田池公園
- 豊雲記念館
- 阪急御影駅
- 弓弦羽神社

## 金賞受賞
2022年8月4日に加古川市民会館大ホールで開催された第89回NHK全国学校音楽コンクール兵庫県大会（小学校の部）で、金賞を受賞。

## アクセス
- 阪急神戸線 御影駅から西へ約3分
- 神戸市バス 37系統 御影上ノ山バス停から北へ約2分

## 関係者

### 出身者
- 永島優美（フジテレビアナウンサー）
- 武田知沙（テレビ愛知アナウンサー、元岩手めんこいテレビアナウンサー）

## 通学区域が隣接している学校
- 神戸市立御影小学校
- 神戸市立住吉小学校
- 神戸市立渦が森小学校
- 神戸市立高羽小学校
- 神戸市立成徳小学校